# Louise Rennison
Pour les articles homonymes, voir Rennison.
Œuvres principales
- Série Le Journal intime de Georgia Nicolson

Louise Rennison, née le 11 octobre 1951 à Leeds en Angleterre et morte le 29 février 2016 à Brighton en Angleterre, est une écrivaine et une comédienne britannique.

## Biographie
Louise Rennison est l'autrice de la série jeunesse humoristique Le Journal intime de Georgia Nicolson, commencée en 1999 et terminée dix ans plus tard, et qui comporte dix tomes. Les deux premiers ont été adaptés au cinéma en 2008 sous le même titre.
En 2010, elle a reçu le Roald Dahl Funny Prize  pour son livre, les Mésaventures de Tallulah Casey.

## Œuvres

### SérieLe Journal intime de Georgia Nicolson
1. Mon nez, mon chat, l'amour et moi (Angus, Thongs and Full Frontal Snogging, 1999)
2. Le bonheur est au bout de l'élastique (It's OK, I'm Wearing Really Big Knickers (titre anglais)/On the Bright Side, I'm Now the Girlfriend of a Sex God (titre américain))
3. Entre mes nunga-nungas, mon cœur balance (Knocked Out By My Nunga-Nungas)
4. À plus, choupi-trognon... (Dancing in my Nuddy-Pants!)
5. Syndrome allumage taille cosmos (...And that's when it fell off in my hand (titre anglais)/Away Laughing on a Fast Camel (titre américain))
6. Escale au Pays du Nougat en Folie (...Then He Ate my Boy Entrancers)
7. Retour à la case égouttoir de l'amour (...Startled by His Furry Shorts)
8. Un gus vaut mieux que deux tu l'auras (Luuurve is a Many Trousered Thing)
9. Le coup passa si près que le félidé fit un écart (Stop in the Name of Pants! )
10. Bouquet final en forme d'hilaritude (Are These My Basoomas I See Before Me?, 2009)

### SérieLes Mésaventures de Tallulah casey
1. Withering Tights (2010)
2. A Midsummer Tights Dream (2012)
3. The Taming of the Tights (2013)

## Adaptation de son œuvre au cinéma
- 2008 :  Le Journal intime de Georgia Nicolson (d'après les deux premiers tomes de la série), comédie britannico-germano-américaine coécrite et réalisée par Gurinder Chadha.